# Wroughtonia indica
Wroughtonia indica är en stekelart som beskrevs av Singh, Belokobylskij och Neena Chauhan 2005. Wroughtonia indica ingår i släktet Wroughtonia och familjen bracksteklar. Inga underarter finns listade i Catalogue of Life.